# Sochy lvů a lvic (Lysá nad Labem)
Sochy lvů a lvic jsou sochy v zámeckém parku v Lysé nad Labem. Autorem celého díla je „Sochař z Benátek". Celé dílo zhotovil mezi léty 1734 – 1735. Lvi jsou umístěni  na konci příčné cesty, lemované alegorickým souborem antických bohů. Povalující se lvi jsou zde proto, aby bránili zámek před vnějším nebezpečím. Lvice leží u hlavní střední cesty, naproti alegorickým sochám Dne a Noci.  Soubor soch je součástí památkově chráněného zámeckého areálu.

## Fotogalerie

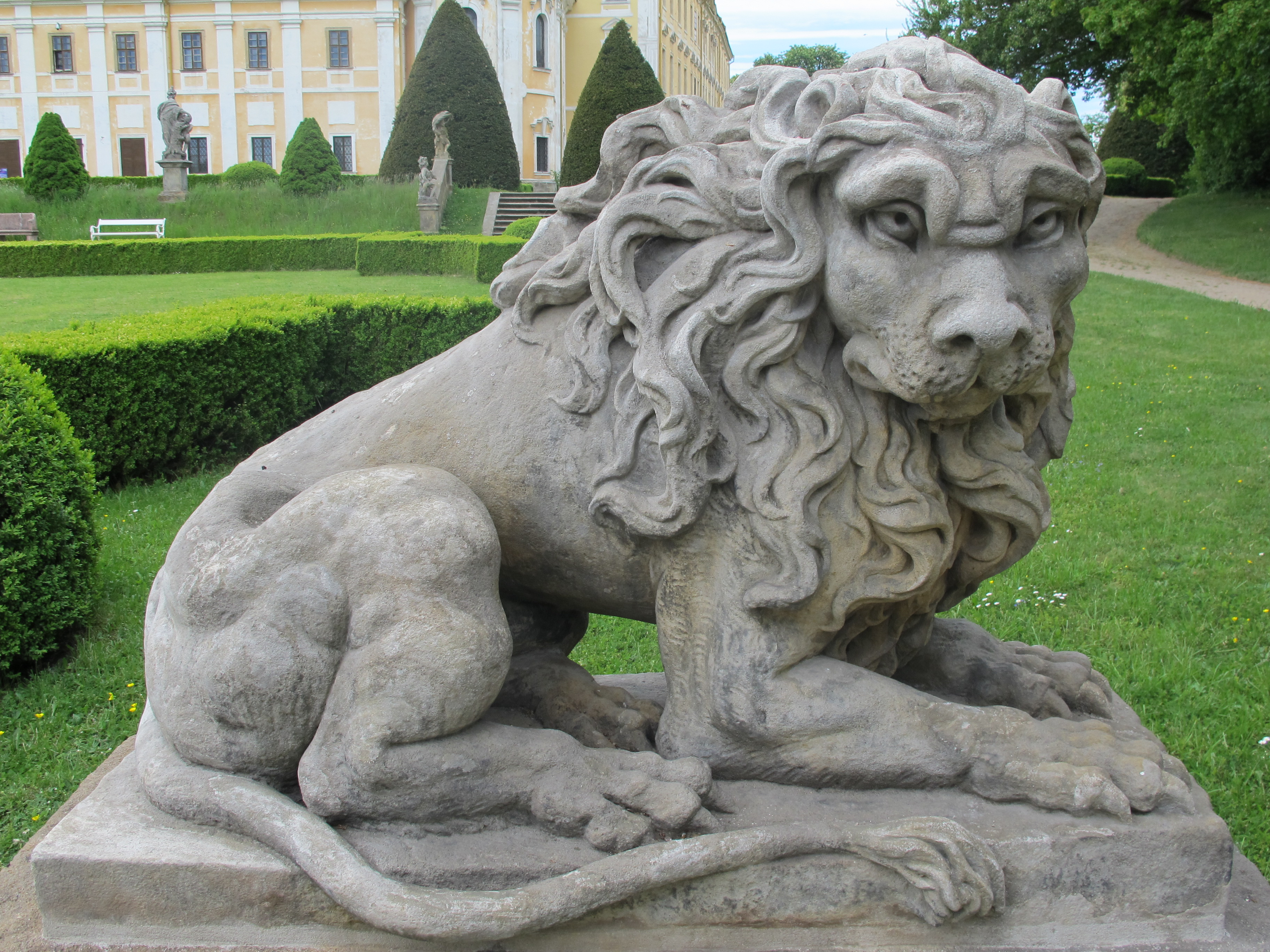
Socha Lva na severní straně.
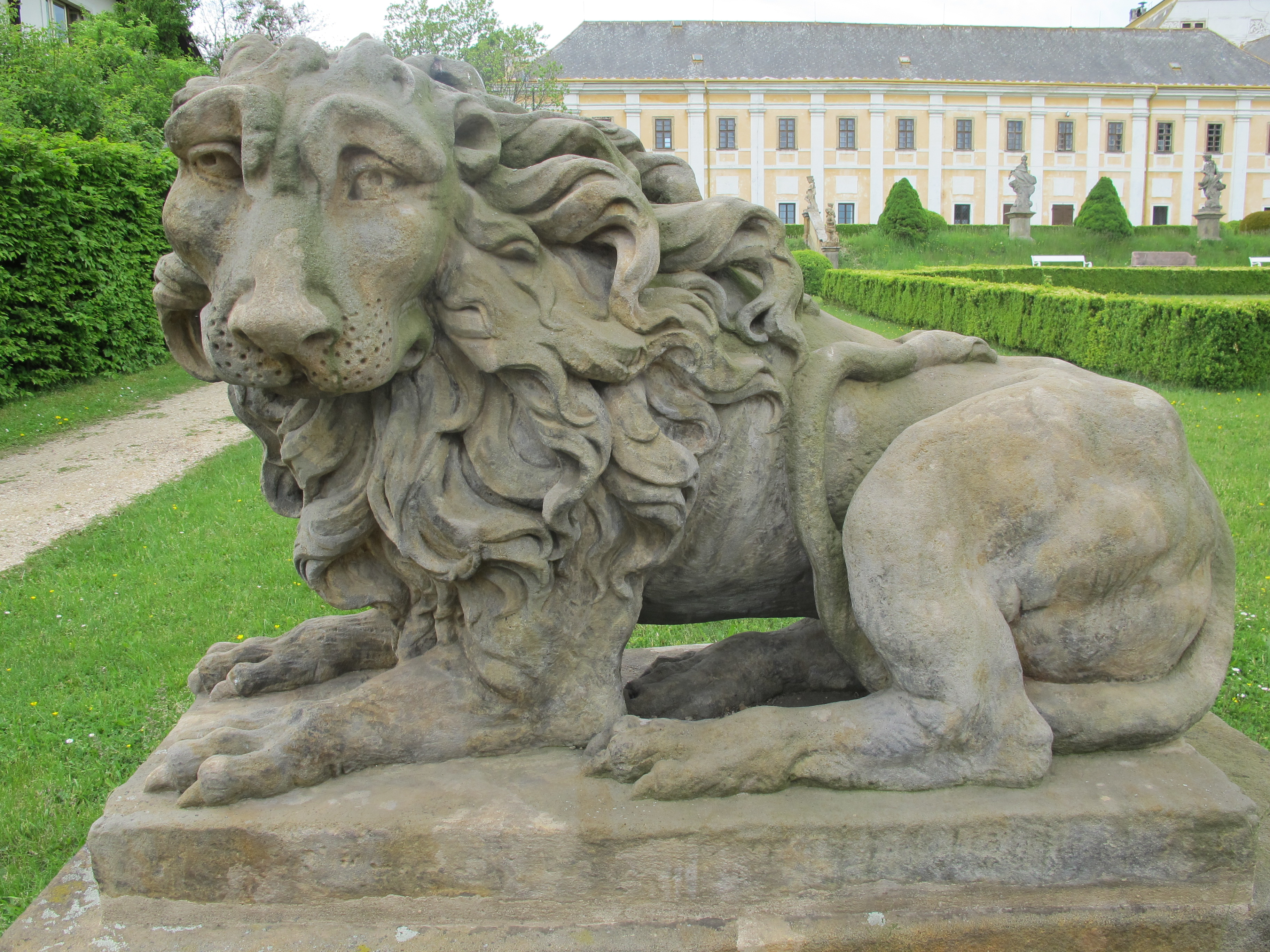
Socha Lva na jižní straně.